# Серовская ГРЭС
Серовская ГРЭС — тепловая электростанция, расположена в городе Серове Свердловской области. Построена в 1954 году. С 2006 года является филиалом ПАО «ОГК-2». После ввода в строй новой установки ПГУ-420, устаревшее и неэффективное оборудование в 2015-2018 годах было выведено из эксплуатации.

## Собственники, руководство и показатели деятельности
ГРЭС входит в состав ОГК-2.
Директора Серовской ГРЭС:
- 1978—1981 годы — В. Г. Губачёв[2].
- 1985—2005 годы — Ю. П. Филиппов.
- 2005—2009 годы — А.В. Хлебов.
- 2009—2016 годы — В. М. Кучеренко.
- 2016—2021 годы — А. Н. Бадин.
- с 2021 года — М. В. Жаркевич.

|                                       | 2009  | 2010  | 2011  | 2012  | 2014  | 2015  | 2016  | 2017  | 2018  |
| ------------------------------------- | ----- | ----- | ----- | ----- | ----- | ----- | ----- | ----- | ----- |
| Выработка электроэнергии, млн. кВт•ч  | 2 793 | 2 893 | 3 302 | 2 454 | 1 827 | 1 494 | 3 157 | 2 990 | 2 810 |
| Выработка тепловой энергии, тыс. ГКал | 119   | 116   | 95    | 90    | 95    | 86    | 86    | 85    | 78    |
| КИУМ, %                               | 61    | 62    | 70    | 52    | 34    | 44    | 44    | 42    | 75    |

С 1 января 2015 г. часть устаревшего неэффективного оборудования первой очереди электростанции мощностью 150 МВт была выведена из эксплуатации. С 1 января 2018 года старое оборудование первой очереди (4 турбогенератора общей мощностью 388 МВт, а также 3 котельных агрегата) окончательно выведено из эксплуатации.

## Новое строительство
В марте 2010 года Совет Директоров ОГК-2 и инжиниринговая компания Группа Е4 Михаила Абызова заключили соглашение, согласно которому Группа Е4 получила подряд на строительство парогазового энергоблока мощностью 419,9 МВт на Серовской ГРЭС. Позднее этот договор был расторгнут, и с осени 2014 года достройку энергоблока № 9 вело ООО «ОГК-Инвестпроект».
Изначально было запланировано место под два главных корпуса, но построен был только один, так как один из генераторов утопили при транспортировке.
Генеральный проектировщик станции — «Мосэнергопроект», один из ведущих российских проектных институтов, входящий в энерго-инжиниринговый холдинг ОАО «ТЭК Мосэнерго».
Новый энергоблок запущен в эксплуатацию 22 декабря 2015 года.
В 2018 году, в результате модернизации установленная мощность энергоблока повышена до 451 МВт.

## Перечень основного оборудования
| Агрегат                                    | Тип                                                  | Изготовитель                                                                  | Количество | Ввод в эксплуатацию | Основные характеристики | Основные характеристики | Источники            |
| Агрегат                                    | Тип                                                  | Изготовитель                                                                  | Количество | Ввод в эксплуатацию | Параметр                | Значение                | Источники            |
| ------------------------------------------ | ---------------------------------------------------- | ----------------------------------------------------------------------------- | ---------- | ------------------- | ----------------------- | ----------------------- | -------------------- |
| Оборудование парогазовой установки ПГУ-420 |                                                      |                                                                               |            |                     |                         |                         |                      |
| Газовая турбина                            | SGT5-4000F                                           | Siemens                                                                       | 1          | 2016 г.             | Топливо                 | газ, дизельное топливо  | [ 10 ] [ 11 ]        |
| Газовая турбина                            | SGT5-4000F                                           | Siemens                                                                       | 1          | 2016 г.             | Установленная мощность  | 308,8 МВт               | [ 10 ] [ 11 ]        |
| Газовая турбина                            | SGT5-4000F                                           | Siemens                                                                       | 1          | 2016 г.             | tвыхлопа                | 579 °C                  | [ 10 ] [ 11 ]        |
| Котёл-утилизатор                           | ЭМА-029-КУ (Еп270/316/46-12,5/3,06/0,46-560/560/237) | Таганрогский котельный завод «Красный котельщик» (по лицензии Nooter/Eriksen) | 1          | 2016 г.             | Производительность      | 270 т/ч                 | (недоступная ссылка) |
| Котёл-утилизатор                           | ЭМА-029-КУ (Еп270/316/46-12,5/3,06/0,46-560/560/237) | Таганрогский котельный завод «Красный котельщик» (по лицензии Nooter/Eriksen) | 1          | 2016 г.             | Параметры пара          | 12,5 МПа, 560 °С        | (недоступная ссылка) |
| Котёл-утилизатор                           | ЭМА-029-КУ (Еп270/316/46-12,5/3,06/0,46-560/560/237) | Таганрогский котельный завод «Красный котельщик» (по лицензии Nooter/Eriksen) | 1          | 2016 г.             | Тепловая мощность       | 0 Гкал/ч                | (недоступная ссылка) |
| Паровая турбина                            | SST5-3000                                            | Siemens                                                                       | 1          | 2016 г.             | Установленная мощность  | 142,3 МВт               | [ 10 ]               |
| Паровая турбина                            | SST5-3000                                            | Siemens                                                                       | 1          | 2016 г.             | Тепловая нагрузка       | 0 Гкал/ч                | [ 10 ]               |
| Паровая турбина                            | SST5-3000                                            | Siemens                                                                       | 1          | 2016 г.             | Параметры пара          | — кгс/см2, — °С         | [ 10 ]               |